# Yanbuʿ
Yanbuʿ (in arabo ينبع ‎?) o Yanbuʿ al-Baḥr è una città saudita situata sul mar Rosso. È ritenuta, per la sua grande raffineria, simbolo della potenza dell'industria petrolchimica dell'Arabia Saudita. 
Le attività industriali di questa città, che si situa a 460 miglia marine a Sud del Canale di Suez, si estendono sui chilometri di costa, e per una profondità terrena di 7 km. Con Jubail, Yanbuʿ al-Baḥr costituisce il punto-cardine del Piano d'industrializzazione saudita.
La popolazione è di 188 430 abitanti (censimento 2004). Un gran numero di residenti è composto da immigrati, principalmente dall'Asia, anche se ce ne sono molti provenienti dal Medio Oriente e dall'Europa.

## Storia
La storia di Yanbuʿ inizia 2500 anni fa, quando era un punto di sosta per le rotte di spezie ed incenso dallo Yemen all'Egitto.